# Sextina
La sextina és una composició poètica d'alt retoricisme que ha tingut una certa tradició en la literatura catalana, tant en escriptura com sobretot en lectura i en recitat. La sextina és un poema que té sis estrofes de sis versos cada una, normalment decasíl·labs, més una tornada opcional de tres versos.
La particularitat rau que cada vers té una paraula rima, sovint un mot fènix (mot que només rima amb ell mateix o amb un nombre molt limitat d'altres rimes) que va apareixent en cada una de les posicions dels versos en les estrofes, és a dir, que si el primer vers de la primera estrofa té una rima, aquesta s'haurà de repetir en el segon vers, en el tercer i així successivament però en cada una de les estrofes. La paraula rima és preferentment bisíl·laba i, si és un verb, ha d'anar en infinitiu.
No és necessari que la posició de la rima sigui correlativa, sinó que pot anar variant. Tanmateix la combinació clàssica de les rimes és ABCDEF, FAEBDC, CFDABE, ECBFAD, DEACFB i BDFECA, i donat cas que hi hagi tornada, aquesta rimarà bAdFeC, amb paraules-rima a l'interior (immediatament abans de la cesura) i al final de cada vers.
La sextina més famosa és la del trobador Arnaut Daniel, membre del "trobar ric". Inicialment tenia a veure amb un joc de daus i les combinaciones entre les seves cares. Aquesta composició va influenciar completament el poema X d'Andreu Febrer (Combas e valhs, puigs, muntanyes e colhs), escrit també en la forma d'una sextina o bé el poema dels Estramps (poema IX: Just lo front port vostra bella semblança) de Jordi de Sant Jordi que usa mots rima i mots fènix. Dante Alighieri, seguint les passes d'Arnaut Daniel, escrigué la cèlebre sextina Al poco giorno e al gran cerchio d'ombra, i Francesco Petrarca, al Canzoniere, en va escriure nou, una d'elles doble (amb dotze estrofes).
Grans escriptors de sextines han estat el portuguès Luís de Camões, l'anglès Rudyard Kipling, l'alemany Friedrich Rückert, els estatunidencs Ezra Pound, W. H. Auden i John Ashbery i el grup internacional Oulipo. El segle XX i a casa nostra, els principals conreadors d'aquesta composició ha estat Joan Brossa (en va escriure quatre llibres sencers, endinsant-se fins i tot en sextines visuals i cibernètiques).